# Taeniophyllum insulare
Taeniophyllum insulare là một loài thực vật có hoa trong họ Lan. Loài này được Seidenf. miêu tả khoa học đầu tiên năm 1988.